# 宮内孝之
宮内 孝幸（みやうち たかゆき）は、日本のフラワーアーティスト・（華道家・花空間装飾師・花飾人・花風水鑑定士）。大阪府吹田市出身。日米会談ではオバマ大統領も認めた薔薇絵を贈呈した日本でたった一人の薔薇絵作家。著書『魔法の花風水』
【たった一本の花で人生が変わる】「神様が人々に与えた癒し、それは2つ。音楽と花」をテーマに講演会・フラワーライブショー・花緑教室にて日本・世界で活躍中。日本の古き良き文化の普及を行うため2020年から国産しめ縄と国産榊の普及活動にも取り組む。SBT認定1級メンタルコーチ。

## 経歴
大阪府出身の母親の影響で、幼少期から花とふれる。10代から生け花・フラワーデザインの先生に弟子入りしてテレビ番組などの花・緑の空間装飾を学び、世界各国にて修行。 
庭師石原和幸に弟子入り「神様が人々に与えた癒し、それは花と音楽」をテーマに自らを“花飾人（はなしょくにん）と名乗り 活動中。 
日米会談にてオバマ大統領に薔薇を使った花絵を献上をはじめ、 【東京2020オリンピック聖火リレー】「復興の火」桜装飾・ 『Visitネパール2020』フラワーヘアーショー・クエート大使館・ベトナム大使館・オマーン大使館　桜装飾を手がけるなど、世界各国にて日本の古き良き文化を新しい形にて発信。また花の素晴らしさを伝える為に講演活動【花は幸せの始まり】を展開中。 
著書：『花辞典95』『魔法の花風水』『幸せの花風水』 テレビ・ラジオに出演
有限会社ポチ代表取締役、2019年株式会社ナインに吸収合併され傘下に入る。
2019年に有限会社ポチはM&Aによりスプラトゥ・イットのグループ（グループ代表 米谷龍二）傘下に入る。

## 主な出演・出版
- 2002年11月：テレビ大阪『グットスマイル』
- 2002年12月：関西テレビ『2時ドキッ!』
- 2008年1月：NHK報道
- 2008年：よみうりテレビ『情報ライブ ミヤネ屋』
- 2008年：朝日放送『よしもとNEX』
- 2011年4月：宮内孝之 電子書籍出版 花辞典95[2]
- 2011年：JCOネット『ステキ＋Life』
- 2012年：大阪心斎橋にて宮内孝之個展開催
- 2010年：『花の妖精 宮内孝之』写真集出版
- 2012年9月：読売テレビ『TEN』[3]
- 2013年6月：FM大阪
- 2013年7月：テレビ大阪『何にしよ』
- 2013年：JCOMネット『ステキ＋Life』
- 2014年3月：テレビ神奈川 ドラマ『深夜の用心棒』（博士役）
- 2014年6月：大阪なんばグランド花月
- 2015年4月：関西テレビ『よーいドン』人間国宝さん
- 2015年5月：スポニチ
- 2015年5月：JCOM TKO『ジャポニカＴＶ』
- 2015年6月：毎日新聞に斬新ないけばとして紹介（野菜&フラワーコラボショー）
- 2015年6月：FM千里
- 2015年8月：ラジオ関西
- 2016年3月：東京MXテレビ『美bien』[4]
- 2016年3月：FM世田谷『花風水』
- 2016年5月：ラジオ関西『花風水』
- 2016年6月：テレビ大阪 4Kデジタル画像 ATC
- 2017年5月：朝日放送報道番組 キャスト
- 2017年5月：著書『魔法の花風水』出版
- 2017年9月：著書『魔法の花風水』出版記念パーティーin太閤園
- 2018年11月：サンテレビ　生カラ
- 2019年5月：第3弾宮内孝之著書『幸せの花風水』出版
- 2020年1月：ラジオ大阪
- 2020年1月：横浜にて宮内孝之個展『花絵』
- 2020年2月：関西テレビ『やすとも友近 キメツケ』

## 主な活動
- 2000年3月：兵庫県淡路島にて開催されたジャパンフローラ2000年（淡路花博）にて技術協力（和歌山県及び兵庫県ブース製作）
- 2000年11月：ジャパン・フラワーフェスティバル愛知にて製作協力
- 2001年12月：ホテル阪神ラグザ大阪にて5mのクリスマスツリー製作新神戸オリエンタルホテルお正月用庭園製作協力
- 2004年6月：財団法人と老人ホーム・福祉施設にて花教室
- 2004年9月：大阪府中小企業経営革新支援法認定　経営革新経営承認企業
- 2005年2月：インテックス大阪・医療福祉マッチングフェアーに出展
- 2005年10月：大阪北新地にて出店
- 2006年：ホテルニューオータニにて、シャンパンイベント花空間プロデュース
- 2008年：ホンダ青山本社にて花教室講演
- 2008年8月：大阪府庁玄関口に花装
- 2009年：フジテレビ26時間テレビ
- 2010年：ビルボードライブ大阪にてフラワーライブショー
- 2010年：スイスホテル南海大阪にてフラワーライブショー
- 2011年：神戸コレクションにて花装飾
- 2012年3月：神戸コレクション空間装飾
- 2012年8月：鎌倉にてフラワーライブショー
- 2013年6月：両国国技館北の湖親方還暦土俵入り花装飾
- 2014年4月：フラワーエモーション in東京ミッドタウン フラワーライブショー   「地球のバランス」
- 2014年4月：六本木アートナイトにてフラワーライブショー  「生命の神秘」
- 2014年9月：リーガロイヤルホテルにてABCアラウンドビューユティークラブ  桂由美ブライダルショーにてflowerライブショー
- 2015年3月：東京ディズニーランド 東京アンヒューシアターにて花装飾
- 2015年4月：さくらミーツコレクション出演 フラワーライブshow
- 2015年4月：長崎ハウステンボス花緑空間装飾
- 2015年5月：京都南弾寺にて着物コレクション フランフラワーヘアーshow
- 2015年6月：ヒルトンホテル ベジタリアンフラワーライブshow＆トークshow
- 2015年6月：堂島ホテルにフルーツ、ベジタブル フラン フラワーヘアーライブshow
- 2015年6月：料理流派 四条司家1200年と花コラボin群馬県
- 2015年6月：農林水産省 八ヶ岳フォーラムにて農業学校にて講演
- 2015年7月：大阪モデルコレクションにてフランフラワーヘアーライブショー
- 2015年7月：あべのハルカス 宮内孝之トークshow＆フラワーライブ
- 2015年10月：VOGUE JAPAN in OSAKA FNO フランflowerヘアーショー
- 2016年2月：グランキューブ大阪 flowerライブショー
- 2016年4月：長崎ハウステンボス 美術館 花空間装飾参加
- 2017年10月：ヒルトン花果物野菜空間演出
- 2018年5月：明治維新150周年in鹿児島 島津重富荘　日本の文化　生け花ライブショー【絆】出演
- 2019年2月：帝国ホテルブライダル　フラワーヘアーショー　歌手ＲＹＯＥコラボ
- 2020年【東京2020オリンピック聖火リレー】「復興の火」・桜装飾in福島仙台各地にて出演
- 2020年　クエート大使館・ベトナム大使館・オーマン大使館桜装飾花生け
- 2021年　長崎ヘアーフラワーショー開催・テレビ長崎出演・長崎新聞
- 2022年　フェラーリイベント世界の庭師・石原和幸氏とコラボ ・日本古来の稲わらでしめ縄活動
- 2023年　山形県主催さくらイベントにてヘアーフラワーショー出演 奈良シニア大学にて花は幸せの始まり講演
- 2023年　ウクライナ支援　ひまわりのタネ開催山形県主催さくらイベントにてヘアーフラワーショー出演
- 2023年　熊本阿蘇フラワーヘアー開催・ 福岡博多にて艶花フラワーヘアーショー

## 海外渡航歴
- 1999年8月：中国99昆明世界園芸博覧会空間装飾担当
- 2008年：ルクセンブルク・フランスパリ
- 2009年：オマバ大統領宛に薔薇絵を送付
- 2012年10月：イタリアMilanoにて花空間装飾と日本舞踊を舞いながらフラワーライブショー開催
- 2014年11月：New York（ニューヨーク）にてデザイナーと薔薇絵コラボ個展　開催
- 2016年1月：JAPAN EXPO in THAILAND flower ライブショー
- 2016年9月：中国 お灸世界大会 flowerライブショー出演　NEW ikebana
- 2016年9月：中国蘇州ケンスキーピーホテルflowerレッスン開催
- 2017年2月：アメリカ　ロサンゼルス　フラワーヘアーメイクショー出演
- 2017年6月：中国上海蘇州市　flowerライブショー出演・花講義
- 2017年10月：上海ラジオ出演・生け花レッスン
- 2017年12月：上海ラジオレギュラー番組収録
- 2018年5月：上海ラジオ第20回放送記念番組【宮ちゃんの花風水】
- 2019年12月：中国北京花いけレッスン
- 2019年12月：上海ディズニーランドホテルにてフラワーライブショー
- 2020年2月：ネパールカトマンズ『ビジットネパール2020年』フラワーヘアーショー（ネパール連邦民主共和国観光大臣より表彰）
- 2023年：ミセスユニバース世界大会ロサンゼルスにて艶花ヘアーフラワー
- 2024年：イタリアミラノコレクション艶花ヘアーフラワー